# Tomoderus setifer
Tomoderus setifer es una especie de coleóptero de la familia Anthicidae.

## Distribución geográfica
Habita en Papúa Nueva Guinea.